# Eddy Pauwels
Eddy Pauwels (Bornem, 2 maggio 1935 – Edegem, 6 marzo 2017) è stato un ciclista su strada belga.
Professionista dal 1958 al 1966, vinse quattro tappe al Tour de France indossando la Maglia gialla in cinque occasioni: per due giorni non consecutivi nell'edizione del 1959 e per tre volte nel 1963. Nella Grande Boucle 1962 ha conquistato lo speciale Premio della Combattività.

## Palmares
- 1956 (Dilettanti, una vittoria)

Croydon Premier Road Race
- 1957 (Dilettanti, una vittoria)

Classifica generale DDR Rundfahrt
- 1958 (Libertas/Indipendente, due vittorie)

Bruxelles-Remouchamps (Indiependenti)
Circuit Mandel-Lys-Escaut - Mandel-Leie-Schelde (Indipendenti)
- 1959 (Flandria, una vittoria)

3ª tappa Giro del Belgio (Bouillon > Verviers)
- 1960 (Dr. Mann, due vittorie)

Hulst-Tessenderlo
Classifica generale Driedaagse van Antwerpen
- 1961 (Dr. Mann, due vittorie)

14ª tappa Tour de France (Montpellier > Perpignan)
17ª tappa Tour de France (Luchon > Pau)
- 1962 (Dr. Mann/Wiel's, una vittoria)

11ª tappa Tour de France (Bayonne > Pau)
- 1963 (Wiel's, una vittoria)

1ª tappa Tour de France (Parigi > Épernay)

### Altri successi
- 1956 (Dilettanti, nove vittorie)

Lebbeke (criterium)
Saint-Katelijne-Waver (criterium)
Aarschot (criterium)
Ninove (criterium)
Hemiksem (19 agosto, criterium)
Tamise (criterium)
Hofstade (criterium)
Kalfort (3 settembre, criterium)
Boom (derny)
- 1957 (Dilettanti/Indipendenti, otto vittorie)

Classifica scalatori Rundfhart DDR
Critérium de Bornem (criterium)
Saint-Amands (12 maggio, criterium)
Schoonderbeuken (criterium)
Lubbeek (criterium)
Kortenberg (criterium)
Aaltert (criterium, indipendenti)
Oudenaarde (criterium, indipendenti)
- 1958 (Libertas/Indipendenti, undici vittorie)

Oppuurs (kermesse)
Opstal (criterium)
Moerbekeù (criterium)
Critérium de Waasmunster
Critérium de Moerbeke-Waas
Kerksken (criterium, indipendenti)
Halle (criterium, indipendenti)
Ottignies (criterium, indipendenti)
Tielrode (criterium, indipendenti)
Evergem (criterium, indipendenti)
Buggenhout (criterium, indipendenti)
- 1959 (Flandria, due vittorie)

Edegem (criterium)
Critérium de Stockay-Saint-Georges (criterium)
- 1960 (Dr. Mann, tre vittorie)

2ª tappa, 2ª semitappa Driedaagse van Antwerpen (Turnhout > Turnhout, cronosquadre)
Oppuurs (kermesse)
Stockay (kermesse)
- 1961 (Dr. Mann, due vittorie)

Bornem (kermess)
Rijmenam  (criterium)
- 1962 (Dr. Mann7Wiel's, una vittoria)

Premio della Combattività Tour de France
- 1963 (Wiel's, due vittorie)

Classifica scalatori Tour du Luxembourg
Beauvais (criterium)
- 1964 (Margnant-Paloma, una vittoria)

Beaulac-Bernos (criterium)

## Piazzamenti

### Grandi Giri
- Tour de France

1959: 11º
1960: 25º
1961: 9º
1962: 10º
1963: 13º
1964: 20º
1965: ritirato (alla 19ª tappa)
- Vuelta a España

1962: 9º
1965: 18º
1966: ritirato (alla 6ª tappa)

### Classiche monumento
- Milano-Sanremo

1961: 111º
- Giro delle Fiandre

1959: 16º
1961: 39º
1962: 37º
Parigi-Roubaix
1959: 50º
1960: 40º
1961: 44º
1964: 76º
- Liegi-Bastogne-Liegi

1959: 23º
1960: 45º
1961: 23º
1964: 22º